# Małgorzata Kożuchowska

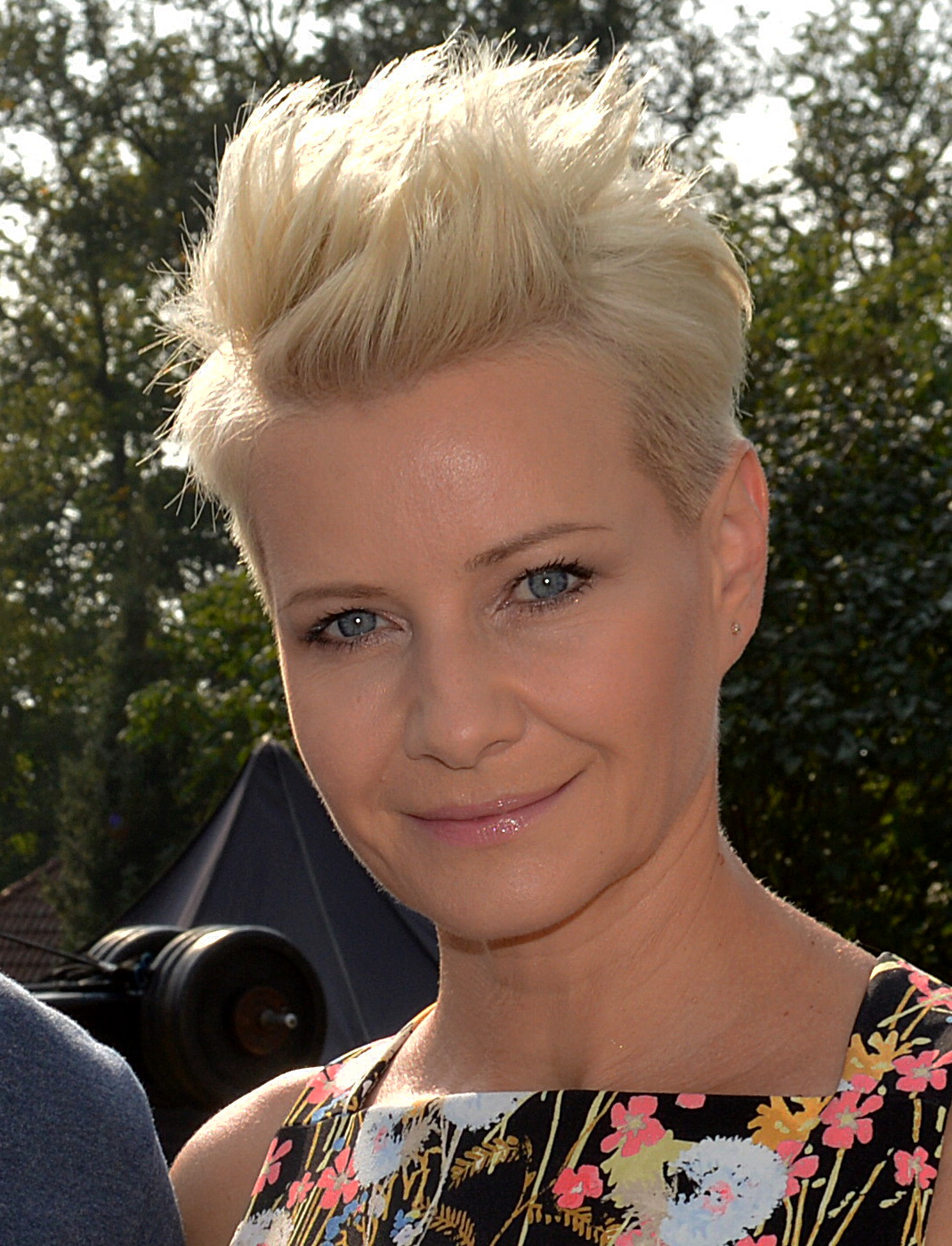
Małgorzata Kożuchowska (2018)

Małgorzata Kożuchowska (* 27. April 1971 in Breslau) ist eine polnische Schauspielerin.

## Leben
Małgorzata Kożuchowska absolvierte 1994 ihre Schauspielabteilung an der Staatlichen Theaterhochschule in Warschau. Danach erhielt sie ein Engagement am Dramatischen Theater Warschau.
Parallel zur Theaterarbeit war sie ab Mitte der 1990er Jahre in zahlreichen Film- und Fernsehproduktionen zu sehen. Kożuchowska wurde vor allem durch die Hauptrolle der Hanka Mostowiak in der Fernsehserie M jak miłość bekannt, die sie von 2000 bis 2011 in 552 Episoden verkörperte, sowie als Ewa Szańska in den Filmen Killer und Kiler-ów 2-óch. Von 2007 bis 2009 übernahm sie in der Fernsehserie Tylko milosc die Rolle der Maja Krynska. Von 2011 bis 2020 war sie in der Comedy-Fernsehserie Rodzinka.pl als Natalia Boska zu sehen.
Seit dem Jahr 2008 ist sie mit Bartłomiej Wróblewski verheiratet, aus der Ehe ging ein Sohn (* 2014) hervor.

## Filmografie (Auswahl)
- 1994: Oczy niebieskie
- 1994: Modliszka (Fernsehfilm)
- 1995: Mlode wilki
- 1996: Gry uliczne
- 1996: Ptaszka
- 1997: Pasáz
- 1997: Killer (Kiler)
- 1998: Zlotopolscy (Fernsehserie, 12 Episoden)
- 1998: Matki, zony i kochanki II (Fernsehserie, 10 Episoden)
- 1999: Kiler-ów 2-óch
- 1999: Lot 001 (Fernsehserie, 1 Episode)
- 2000–2011: M jak miłość (Fernsehserie, 552 Episoden)
- 2001: Wtorek
- 2003: Zróbmy sobie wnuka
- 2005: Der Gerichtsvollzieher (Komornik)
- 2007: Dlaczego nie!
- 2007: Living & Dying
- 2007: Dzisiaj jest piatek
- 2007: Hania
- 2007–2008: Kryminalni (Fernsehserie, 14 Episoden)
- 2007–2009: Tylko milosc (Fernsehserie, 66 Episoden)
- 2008: Sennosc
- 2008–2009: Teraz albo nigdy! (Fernsehserie, 7 Episoden)
- 2009: T.M.A.
- 2013: Boscy w sieci
- 2010: Nowa (Fernsehserie, 13 Episoden)
- 2010: Dancing for You
- 2012–2015: Prawo Agaty (Fernsehserie, 52 Episoden)
- 2015: Listy do M. 2
- 2016: Kochaj!
- 2016–2018: Druga szansa (Fernsehserie, 63 Episoden)
- 2018: Plagi Breslau – Die Seuchen Breslaus (Plagi Breslau)
- 2019: Music, War and Love
- 2019: Proceder
- 2019–2020: Motyw (Fernsehserie, 10 Episoden)
- 2020: Bad Boy
- 2011–2020: Rodzinka.pl (Fernsehserie, 275 Episoden)
- 2020: Banksterzy
- 2020: Czysciec
- 2021: Wyszynski – zemsta czy przebaczenie
- 2021: To musi byc milosc
- 2023: Das Flüstern der Felder (Chłopi)
- 2023: Gdzie diabel nie moze, tam baby posle 2
- 2023: Tajemnice polskich fortun (Fernsehserie, 8 Episoden)
- 2024: Dom wybranych
- 2025: Aniela (An!ela) (Fernsehserie, 8 Episoden)

## Theater (Auswahl)
Theater in Warschau
- 1994: Szósty stopień oddalenia
- 1995: Przygody Tomka Sawyera
- 1995: Magia grzechu
- 1996: Ildefonsjada
- 1996: Jak wam się podoba
- 1997: Elektra
- 1997: Poskromienie złośnicy
- 1998: Niezidentyfikowane szczątki
- 1999: Opera żebracza
- 2001: Alicja w krainie czarów

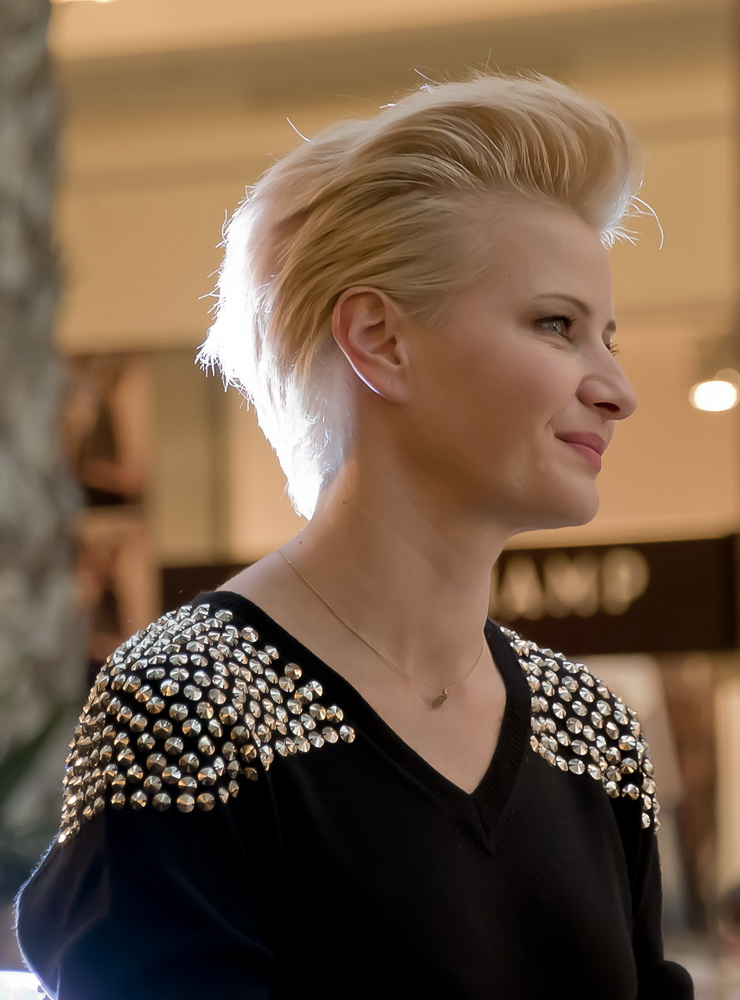
Małgorzata Kożuchowska (2013)

- 2005: Opowieść o zwyczajnym szaleństwie
- 2006: One

Nationaltheater in Warschau
- 2004: Błądzenie po peryferiach
- 2005: Kosmos
- 2007: Miłość na Krymie
- 2009: Umowa, czyli łajdak ukarany
- 2013: Kotka na gorącym blaszanym dachu